# 瓦莱拉诺
瓦莱拉诺（義大利語：Vallerano），是意大利维泰博省的一个市镇。总面积15.48平方公里，人口2671人，人口密度172.5人/平方公里（2009年）。ISTAT代码为056054。